# Лидино (станция)
Лидино — прежнее название станции Мишеронь, находившейся на узкоколейной железной дороге ОАО «Шатурторф». Находится вблизи южной границы городского поселения Мишеронский.
Название «Лидино» встречается в большинстве топографических карт, но с 1960-х годов разъезд носил название «Мишеронь». В нескольких метрах к западу от крайней стрелки разъезда Мишеронь УЖД ОАО «Шатурторф» пересекает в одном уровне ведомственную ширококолейную ветку Кривандино — Мишеронь. К ней разъезд Лидино не имел никакого отношения,со всех четырех сторон были светофоры прикрытия.
Разъезд был окончательно ликвидирован в 2007 году ().